# 微州
微州，唐朝的羁縻州。
貞觀十一年（637年）改羁縻西利州置，治所在深利县（今云南省永仁县）。辖境相当今云南省蜻蛉河下游以北与金沙江之间地区。属姚州都督府。天宝中废。